# Альтаїр (БПЛА)
«Альтаїр» (рос. Альтаир) — проєкт російського розвідувально-ударного безпілотного літального апарата (БПЛА) великої тривалості польоту, масою до 5 тонн.
Розробка «Альтаїра» розпочалася у 2011 році.

## Історія
На початку жовтня 2011 ОКБ «Сокіл» здобув перемогу в конкурсі МО РФ на створення БПЛА злітною вагою до 5 тонн. Розробка БПЛА «Альтаїр» почала вестись у рамках НДР «Альтіус-М» (контракту на 1 млрд рублів) ОКБ «Сокіл» (нині ОКБ імені М. П. Симонова) разом із компанією Транзас (нині Кронштадт). Головним конструктором став Олександр Владиславович Гомзін.
У 2011—2012 роках в ЕМЗ імені В. М. Мясищева розпочали розробку бортового комплексу управління БПЛА «Альтіус», «Оріон».
5 лютого 2013 року була публічно показана модель БПЛА під час візиту міністра оборони Росії С. К. Шойгу на КАПО імені С. П. Горбунова.
Станом на березень 2014 року велося складання прототипу БПЛА у стапельному цеху «КАПО-композити», дещо пізніше, ймовірно, і розпочато випробування БПЛА.
У 2015 році КРЕТ розпочав випробування навігаційної системи для БПЛА «Альтіус», «Іноходець», «Охотнік».
13 серпня 2016 року з'явилася перша достовірна інформація про випробування БПЛА «Альтаїр», перший політ апарат здійснив у липні 2016 року.
Другий етап льотних випробувань, зупинених у грудні 2016 року, було продовжено у березні 2017 року.
19 травня 2017 року другий дослідний екземпляр був помічений серед інших зразків авіаційної техніки на Казанському авіазаводі під час відвідин секретарем Ради безпеки Росії Миколою Патрушевим та повноважним представником президента у Приволзькому федеральному окрузі Михайлом Бабичем.
22 квітня 2018 року гендиректор ОКБ імені М. П. Симонова Олександр Гомзін був заарештований, його звинуватили в розкраданні 900 мільйонів рублів, виділених на розробку безпілотника.
9 жовтня 2018 року з'явилося повідомлення про припинення розробки «Альтаїра» .
19 грудня 2018 року заступник міністра оборони РФ Олексій Криворучко заявив, що «повідомлення про припинення розробки „Альтаїру“ недостовірні». Але підтвердив, що проблеми були і відбулася зміна підрядника.
Перші польоти допрацьованого БПЛА «Альтаїр» мають відбутися протягом 2019 року, а вже 2020-го може бути продемонстрований остаточний варіант машини на повністю вітчизняних комплектуючих .
Наприкінці 2018 року відбулася зміна підрядника проекту «Альтіус-М». Після ревізії міноборони в АТ «НВО „ОКБ імені М. П. Симонова“», яке займалося «Альтіусом» з 2011 року, тему у бюро вирішили забрати та передати АТ "Уральський завод цивільної авіації " (УЗГА). Причина в тому, що ОКБ нібито не впоралося із завданням. Заступник міністра оборони Олексій Криворучко підтвердив, що відбулася зміна підрядника, та повідомив, що новий відповідальний за тему підніме машину у повітря у 2019 році .
20 серпня 2019 на сайті Міністерства оборони РФ з'явилося відео першого польоту БПЛА «Альтіус-У» у повністю автоматичному режимі. Безпілотник здійснив зліт, протягом 32 хвилин виконував маневри в небі, після чого здійснив посадку.
20 лютого 2021 року з'явилася інформація про укладання контракту на постачання Міноборони першої партії безпілотників .
21 грудня 2021 Міноборони РФ заявили про закінчення випробування «Альтіус-РУ».
Станом на 16 травня 2022 року невідомо коли відбудеться постачання БПЛА «Альтіус-У».
21 травня 2022 року глава МО РФ Сергій Шойгу повідомив, що на озброєння армії росії надійшли нові безпілотники. Передбачається, що це може бути БПЛА «Альтаїр» (або ж він «Альтіус»).
8 липня 2025, БПЛА з бортовим номером 882 і деформуючим камуфляжем на крилах розбився впавши на житлову забудову СНТ «Дубки» поблизу аеродрому Борисоглєбське. За офіційною версією, під час тренувального польоту БПЛА було порушено супутникову навігацію невстановленим засобом РЕБ і в подальшому до моменту падіння апарат летів в автоматичному режимі за інерційною системою навігації.

## Планер
Планер виконаний за нормальною аеродинамічною схемою з крилом великого розмаху та V-подібним оперенням, аналогічно БПЛА «Оріон», але з двома двигунами під крилом. Машина при цьому виявилася практично повністю композитною. Металевими залишилися лише моторами. Це дозволило вмістити в планер важке радіоелектронне обладнання — від оптики та радіолокатора бічного огляду до інших засобів, передбачених не лише розвідувальною версією.

## Силова установка
Два дванадцятициліндрові дизельні двигуни RED A03 /V12 з турбонаддувом і рідинним охолодженням, розроблених компанією RED Aircraft GmbH на кошти російського холдингу «Фінам». Двигун має сертифікат типу EASA і на 2017 рік виробляється в Німеччині (м. Аденау).
Характеристики:
- потужність злітна — 373 кВт (500 к. с.),
- потужність максимальна безперервна — 480 к. с.,
- довжина — 1102 мм,
- ширина — 741 мм,
- ширина по вихлопні патрубки — 850 мм,
- висота — 706 мм,
- об'єм — 6134 см³.

Після того, як США вдалося заблокувати[коли?] постачання німецьких RED A03 / V12, в КБ ім. Климова був створений двигун ВК-800В, який стали встановлювати на «Альтіус-У» та легкі російські гвинтокрили.

## БРЕО
Як і в БПЛА в рамках НДДКР «Іноходець», «Охотнік», використано БРЕО розробки КРЕТ.
БРЕО складається з:
- інформаційно-керуючої системи,
- системи автоматичного керування,
- апаратури сполучення із загальнооб'єктовим обладнанням,
- системи контролю та діагностики бортового обладнання,
- інерційно-супутникової навігаційної системи,
- бортовий радіолокаційної системи.

Крім того, системи електропостачання, бортова апаратура управління багато в чому уніфіковані із системами БПЛА «Оріон» меншої маси, розробки компанії «Кронштадт».

### Навігаційна система
На БПЛА «Альтаїр» передбачається встановлення безплатформної інерційної навігаційної системи БІНС-СП-2, що випускається КРЕТ, стеля висоти для якої становить 25 тисяч метрів. БІНС дозволить знизити помітність БЛА і збільшити його стійкість до перешкод. БІНС-СП-2 повністю автономна і не вимагає передачі або отримання зовнішніх сигналів від супутників чи наземних станцій.
Також розглядається можливість адаптації БІНС-2015, що розробляється для авіалайнера МС-21. У БІНС-2015 застосований гіроскоп меншого периметра (в результаті знижено масогабаритні характеристики) та ще ряд технологічних поліпшень.

## Корисне навантаження
Обладнання:
- станція оптичної видової розвідки з оптико-електронною системою,
- АФАР РЛС бокового огляду.

Озброєння:
- вільно падаючи та корегуючі бомби малого калібру, а також управляючі ракети.[25]

## Склад комплексу
Комплекс включає до складу:
- два БПЛА
- наземна станція управління
- станція прийому та передачі сигналів
- наземна станція контролю зльоту та посадки в автоматичному режимі.

## Тактико-технічні характеристики
- крейсерська швидкість — 150—250 км/год;
- стеля — 12000 м;
- корисне навантаження — 1000 кг (у цивільної версії 2000 кг);
- злітна маса — до 5000 кг (7000 кг у цивільної версії);
- дальність польоту — до 10 000 км;
- тривалість польоту — 48 годин;
- довжина — 11,6 м;
- розмах крила — 28,5 м;
- розмах оперення — 6 м.